# Erwin Koźlik
Erwin Koźlik (ur. 4 lutego 1962 we Wielowsi koło Gliwic) – piłkarz Górnika Zabrze w latach 1979–1986, grał jako napastnik lub pomocnik. Dwukrotny Mistrz Polski. Poza Górnikiem występował również w Sparcie Zabrze, Concordii Knurów i Walce Zabrze. Grał również w klubach niższych klas w Niemczech.